# Mistrzostwa Polski w Tenisie Stołowym 1994
Mistrzostwa Polski w Tenisie Stołowym 1994 – 62. edycja mistrzostw, która odbyła się w 1994 roku w Brzegu Dolnym.

## Medaliści
| Konkurencja             | Złoty                                                                  | Srebrny                                                                    | Brązowy |
| Gra pojedyncza mężczyzn | Marcin Kusiński (Euromirex Radom)                                      | Piotr Szafranek (AZS Gdańsk)                                               | Leszek Kucharski (Euromirex Radom) Grzegorz Adamiak (Euromirex Radom)                                                                                   |
| Gra pojedyncza kobiet   | Anna Januszczyk (Start Włocławek)                                      | Alina Mikijaniec (Siarka Tarnobrzeg)                                       | Paulina Narkiewicz (Siarka Tarnobrzeg) Agnieszka Gieraga (Siarka Tarnobrzeg)                                                                            |
| Gra podwójna mężczyzn   | Lucjan Błaszczyk (Baildon Katowice) Piotr Skierski (niezrzeszony)      | Tomasz Krzeszewski (AKTS Łódź) Piotr Szafranek (AZS Gdańsk)                | Grzegorz Adamiak (Euromirex Radom) Marcin Kusiński (Euromirex Radom) Leszek Kucharski (Euromirex Radom) Jarosław Kołodziejczyk (Morliny Ostróda)        |
| Gra podwójna kobiet     | Alina Mikijaniec (Siarka Tarnobrzeg) Anna Januszczyk (Start Włocławek) | Paulina Narkiewicz (Siarka Tarnobrzeg) Jolanta Langosz (AZS Bielsko-Biała) | Dorota Bilska (AZS Politechnika Wrocławska) Anna Bednarska (Burza Wrocław) Magdalena Staszak (Burza Wrocław) Edyta Bednarska-Walawender (Burza Wrocław) |
| Gra mieszana            | Piotr Szafranek (AZS Gdańsk) Anna Januszczyk (Start Włocławek)         | Tomasz Krzeszewski (AKTS Łódź) Agnieszka Gieraga (Siarka Tarnobrzeg)       | Grzegorz Adamiak (Euromirex Radom) Izabela Frączak (AKTS Łódź) Piotr Skierski (Euromirex Radom) Paulina Narkiewicz (Motor Lublin)                       |